# クリスティアン・フォン・ハノーファー (1885-1901)
クリスティアン・フォン・ハノーファー・ウント・クンバーラント（ドイツ語: Christian von Hannover und Cumberland, 1885年7月4日 - 1901年9月3日）は、ハノーファー王国の王族の子孫。ハノーファー王子およびカンバーランド公子、グレートブリテン及びアイルランド王子、ブラウンシュヴァイク＝リューネブルク公。

## 生涯
1885年7月4日、ハノーファー王太子であったカンバーランド＝テヴィオットデイル公エルンスト・アウグスト（2世）とその妃であったデンマーク王女ティーラ（クリスチャン9世の三女）の間に次男（第5子）としてオーストリア＝ハンガリー帝国のグムンデンで生まれた。
虫垂炎の適切な治療を受けられなかったことで腹膜炎を引き起こし、1901年9月3日、腹膜炎の進行が原因でグムンデンにおいて16歳で死去した。